# Cissus pynaertii
Cissus pynaertii là một loài thực vật hai lá mầm trong họ Nho. Loài này được De Wild. miêu tả khoa học đầu tiên năm 1914.